# Arona, Santa Cruz de Tenerife

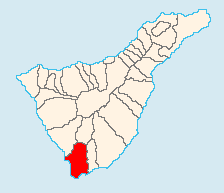
Arona

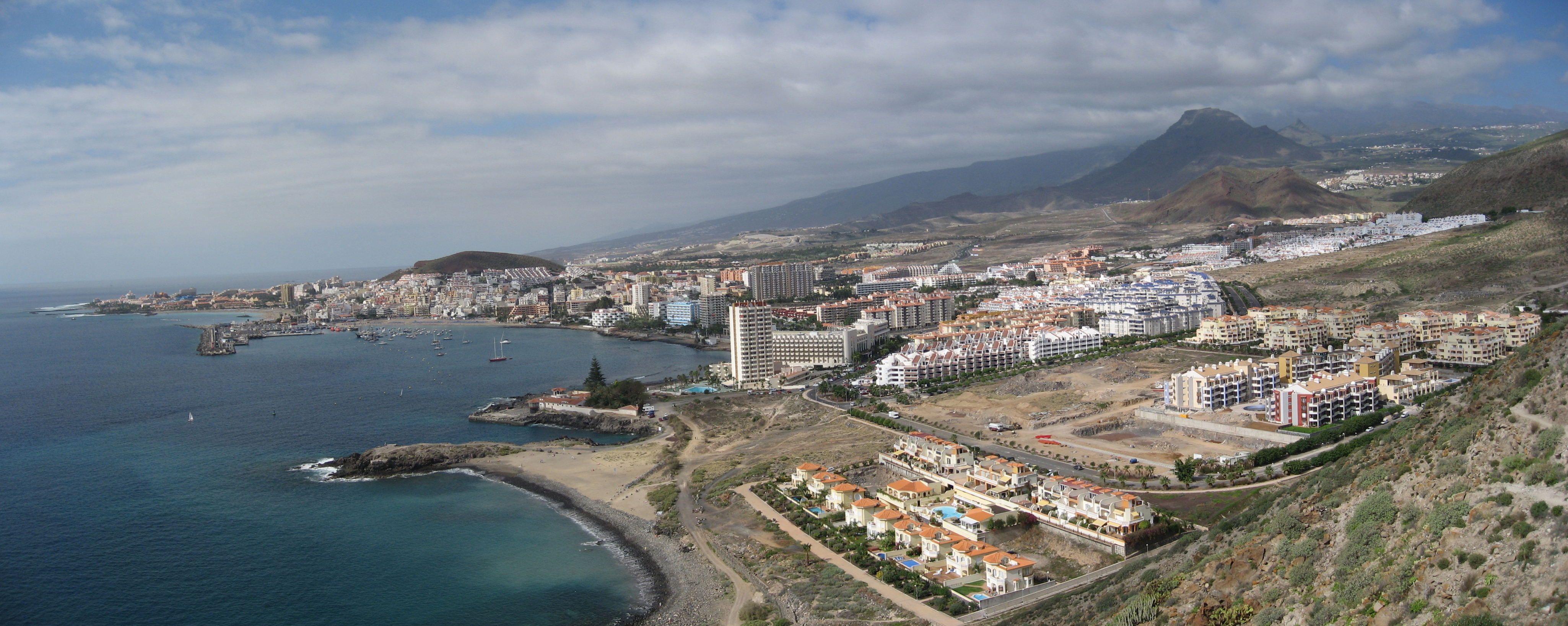
Los Cristianos

Arona este un oraș spaniol situat în provincia Santa Cruz de Tenerife în sudul insulei Tenerife (Insulele Canare). Ca populație este a treia municipalitate din Tenerife (după Santa Cruz de Tenerife și San Cristóbal de La Laguna) și a cincea din Insulele Canare.
Orașul are o suprafata de 81,8 km² și o populație de 79.377 locuitori. Altitudinea sa este de 610 metri deasupra nivelului mării. În Arona se află renumita statiune turistică și plajă Los Cristianos.

## Personalități născute aici
- Alba Spugnini (n. 2000), handbalistă.